# Almée

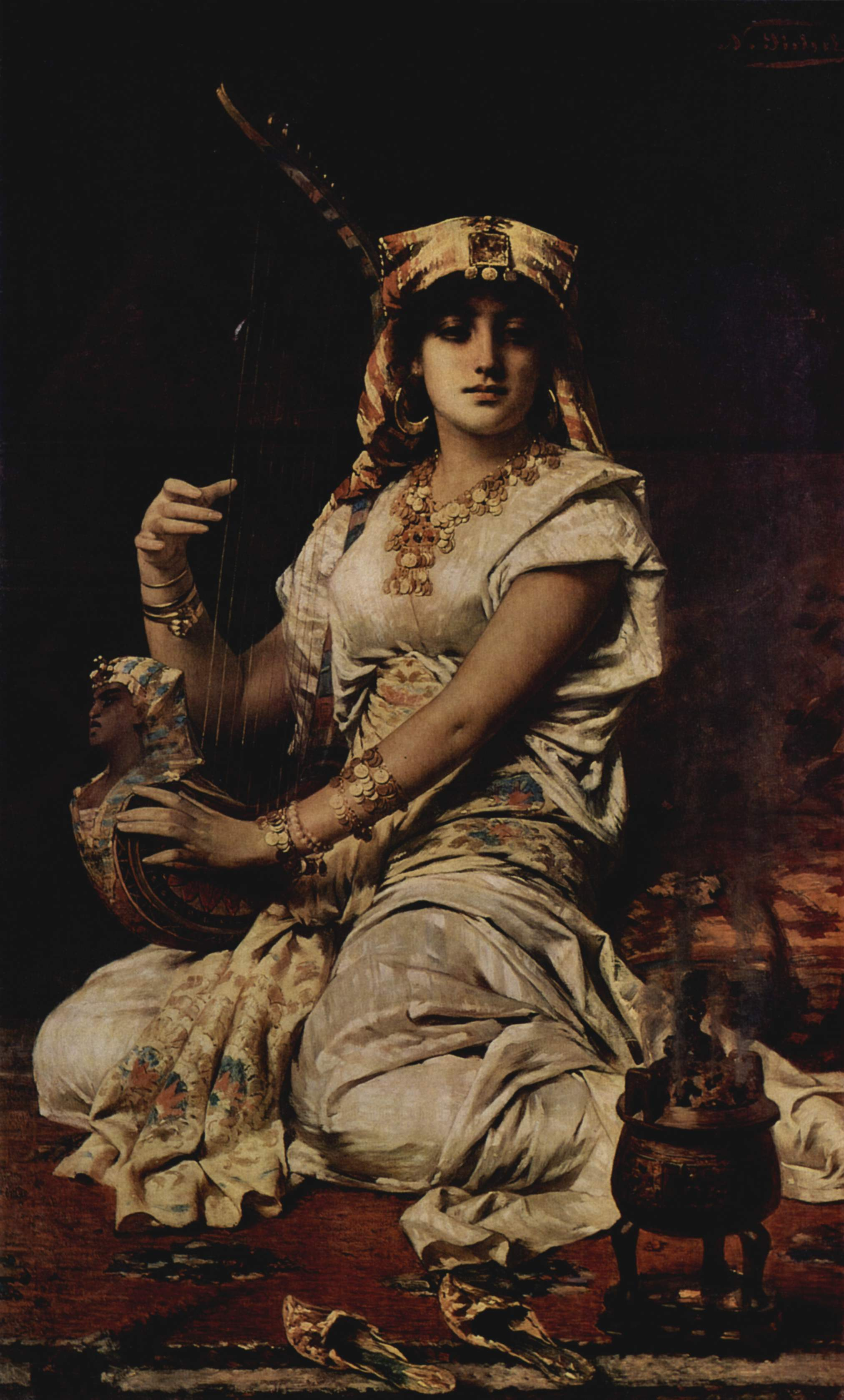
Almée, tableau de Nathaniel Sichel (entre 1875 et 1905). La musicienne a en mains une harpe arquée égyptienne.

Les almées, anciennement a’oualem (de l'arabe عالِم ʻālima, « qui sait », « qui a appris »), étaient des danseuses, chanteuses et musiciennes égyptiennes de grande qualité qui étaient appelées dans les harems pour instruire et divertir les femmes des riches seigneurs.
Les almées ne se produisaient à visage découvert que devant d'autres femmes. Le maître de maison et ses invités les écoutaient depuis une pièce voisine ou depuis la cour de la maison.

## Origine et formation
Les almées jouissaient en Égypte d'un rang élevé dû à leur origine antique. (Certains historiens voyaient en elles les descendantes des prêtresses d'Isis). Elles connaissaient une grande variété de récits historiques ou héroïques. S'instruisant les unes les autres, elles perpétuaient les formes antiques et classiques de la poésie arabe, de la musique et du chant arabes.
Pour devenir une almée, une jeune fille devait avoir une belle voix, connaître parfaitement les règles de sa langue, maîtriser la pratique de divers instruments et être capable d'improviser des chants adaptés aux occasions où elle était appelée.
Les almées avaient aussi pour fonction d'enseigner aux femmes des seigneurs les bonnes manières, l'art de se parer et de fabriquer des produits cosmétiques, et les initiaient à la danse, à la musique, et au chant. Elles leur apprenaient aussi le tissage et la broderie.
De nombreuses almées exerçaient en outre les professions de guérisseuse et de sage-femme. Elles savaient préparer des onguents, cataplasmes et potions aux effets si prodigieux qu'ils leur valaient souvent une réputation de magiciennes.

## Almées et orientalisme

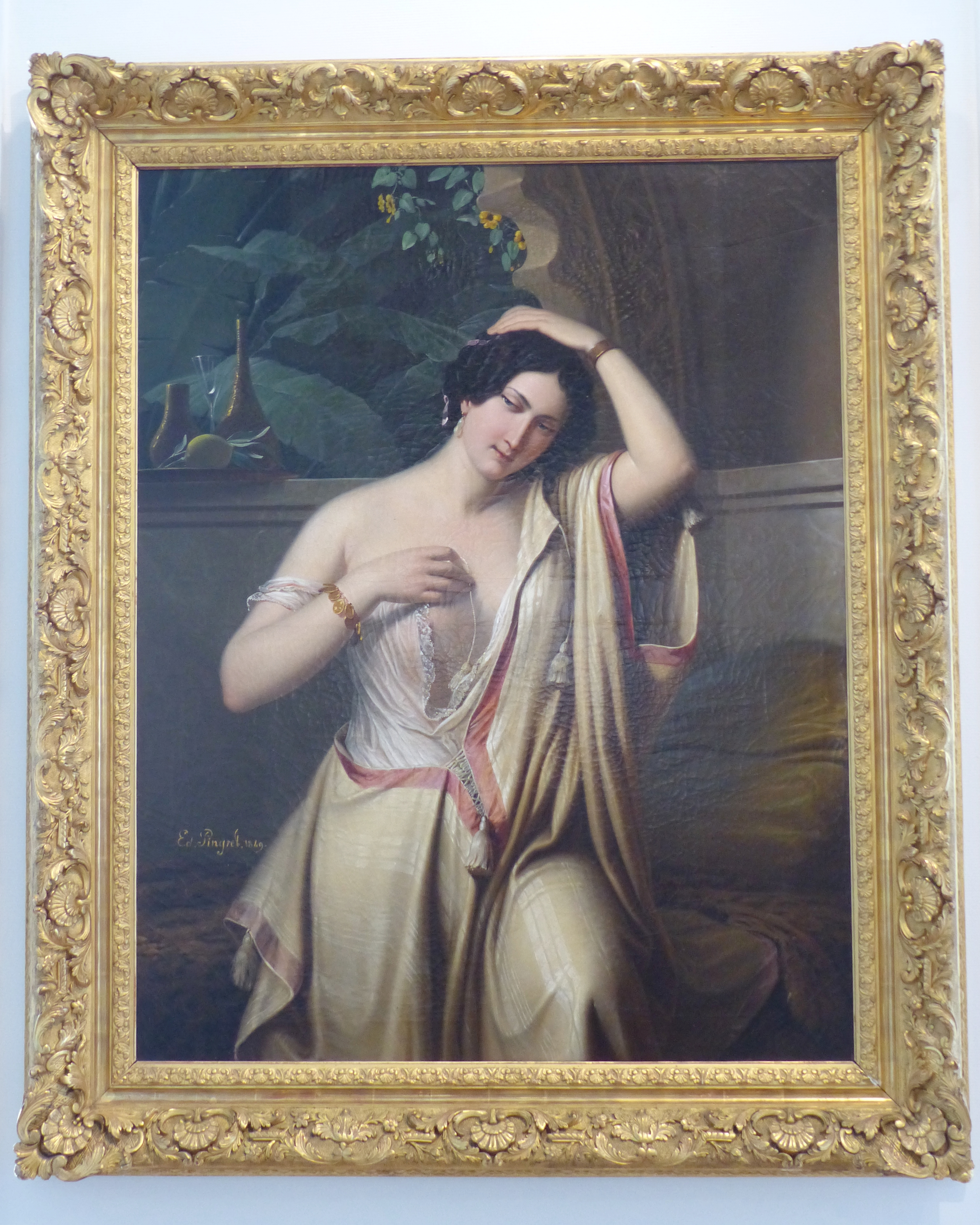
L'Almée d’Édouard Pingret au musée Masséna à Nice.

Ces artistes égyptiennes ont fourni une source inépuisable d'inspiration à de nombreux peintres orientalistes, qui ont sans doute plus rêvé qu'observé leurs modèles. En effet, les almées ne se produisaient ni dans la rue ni devant les étrangers. La plupart des danseuses immortalisées par les orientalistes étaient en réalité des danseuses de rue, femmes pauvres et mal considérées dans leur pays, ou de pauvres femmes arrachées à leur terre natale et présentées comme des curiosités aux Expositions universelles.
Ces tableaux, ainsi que les récits que firent les premiers touristes européens de leurs voyages en Égypte (période 1820-1920), donnèrent naissance à un « mythe des almées », qui conduisit bon nombre d'Européens à se représenter ces artistes érudites comme des odalisques plus ou moins dénudées, se déhanchant de façon lascive devant les hommes.
- Jean-Léon Gérôme (1824-1904) : Almées jouant aux échecs (1870) ;
- Édouard Pingret (1788-1875) :  L'Almée (1845), musée Masséna, Nice, France.
- Henri de Toulouse-Lautrec (1864-1901) : La Goulue dansant - La Danse mauresque (Les Almées) (1895) ;
- Paul-Louis Bouchard : Les Almées ;
- Alice Guy (1873-1968) : court-métrage intitulé Danse du pas des foulards par des almées (1900) ;
- Georges Bizet : Danse d'almées (1875), pièce pour piano, et Danse de l'almée de l'opéra Djamileh.